# Zonder Naam Niet Zonder Hart
De Koninklijke menslievende kring Zonder Naam Niet Zonder Hart is een Belgische liefdadigheidsvereniging, opgericht in 1855.

## Geschiedenis
In 1855 organiseerden vier vrienden, leden van de lagere liberale burgerij, Isidoor Van Doosselaere (drukker - die in 1867 het liberale weekblad Het Volksbelang stichtte), Joseph Callebaut (kleermaker), Jean De Vriendt (kunstschilder) en Gustaaf Coryn (ambtenaar), een inzamelactie ter bestrijding van armoede bij het stadsproletariaat. Zij wilden samenwerken met bestaande liefdadigheidsvereniging, maar deze laatsten waren niet geïnteresseerd om hen te ondersteunen omdat er bij de vrienden geen bekende katholieken waren, men vond geen bekende namen op de lijst van donateurs. Daarom werd, als eerste Gentse niet-katholieke caritatieve instelling, Zonder Naem niet zonder Hert opgericht.
Zonder Naam Niet Zonder Hart was een van de financierders van de Prosper Claeysstraat en hielp bij het oprichten van de stads kostlooze school Zonder Naam niet zonder Hart die aan de basis is van de stedelijke lagere school 'Het Trappenhuis'.

## Bekende leden van de Zonder Naam
Prosper Claeys, Camille Isidore De Bast (voorzitter ZNNZH 1900 – 1927), Camille Joseph De Bast,  Pol De Schamphelaere, Ferdinand Dierman, Henri Liebaert, Ferdinand Manilius, Karel Ondereet, Henri Vander Stegen, August Van Imschoot, Charles Verbessem (voorzitter ZNNZH 1882-1899)

## Bekende liberale namen die Zonder Naam ondersteunden
Gustave Callier - schepen van onderwijs opende de Zonder naam niet zonder Hartschool, Charles de Kerchove de Denterghem – burgemeester – ondersteunde acties van ZNNZH, Napoleon Destanberg – schreef een gelegenheidscantate ter ere van de opening van de Zonder Naam school, Karel Miry – maakte muziek voor die gelegenheidscantate, Adolphe Pauli – architect van de Zonder Naamschool

## Activiteiten
De vereniging is niet meer gebonden aan een politieke ideologie en helpt mensen in nood zonder onderscheid van ras, religie, oorsprong of politieke overtuiging.
Het zijn officiële instanties zoals OCMW, opvangcentra voor gezinnen, en schooldirecties die “Zonder Naam Niet Zonder Hart” contacteren om problemen voor te leggen die geen mogelijke oplossingen binnen het sociaal zekerheidssysteem, konden vinden.
De hulp gaat naar personen die een hoge motivatie vertonen om uit hun crisissituatie te geraken en een nieuwe start te nemen in het leven. De steun is beperkt in de tijd en moet tot doel hebben de persoon uit een noodsituatie te helpen en hem toelaten een nieuwe start te nemen.

## Varia
In Gent verwijzen de Zonder-Naamstraat, Zonder-Naampark en Zonder-Naamparking naar deze organisatie.